# Ichthyaetus audouinii
Il gabbiano corso (Ichthyaetus audouinii Payraudeau, 1826) è un uccello marino della famiglia dei Laridi.

## Descrizione
Si distingue, da adulto, dal gabbiano reale (Larus michahellis) per il becco rosso corallo con la punta nera e gialla e le zampe scure color verde-oliva. Il corpo è di dimensioni più ridotte e snelle (in media è lungo 50 cm e pesa dai 500 ai 600 gr), ed il volo è più agile. I gabbiani adulti sono di colore bianco, tranne la schiena di colore grigio perla, le punte delle ali e della coda nere. La rima palpebrale è rossa.

## Distribuzione e habitat
Vive sulle coste del mar Mediterraneo, dove le acque sono meno inquinate. Nidifica principalmente in Spagna (Isole Chafarinas e foce dell'Ebro), in Algeria, in Grecia, in Italia (Sardegna, Arcipelago Toscano, Puglia e Campania); piccole colonie si trovano anche in Corsica, Tunisia, Marocco, Croazia (su alcune isole del mar Adriatico tra cui Curzola), in Turchia e a Cipro. In inverno si muove a sud, lungo la costa nordafricana, e oltre in Gambia, Mauritania Gabon e Senegal. Presenze accidentali sono segnalate in Bulgaria, Repubblica Ceca, Germania, Malta, Israele, Giordania, Svizzera, Egitto e Regno Unito.

La popolazione nidificante in Italia, stimata in 800-900 coppie, è seconda solo a quella spagnola (che costituisce da sola il 90% della popolazione mondiale). La maggior parte dei siti di nidificazione italiani si trovano in Sardegna e nell'Arcipelago Toscano; piccole popolazioni sono state segnalate in Puglia, a Gallipoli (Isola di Sant'Andrea) e a Polignano a Mare ("Isolotto di S. Paolo" o "Scoglio dell'Eremita"), e in Campania, a Castellabate (isola di Punta Licosa) e a capo Palinuro.

## Biologia

### Alimentazione
Si ciba preferibilmente di pesci, però non disdegna piccoli crostacei. La caccia si svolge preferibilmente al tramonto e la preda viene catturata con l'immersione della testa e del collo. Il gabbiano corso è sempre alla ricerca di zone di mare pescose, una volta individuate le quali, attraverso un sistema di comunicazione, vengono informate le altre colonie.

### Riproduzione

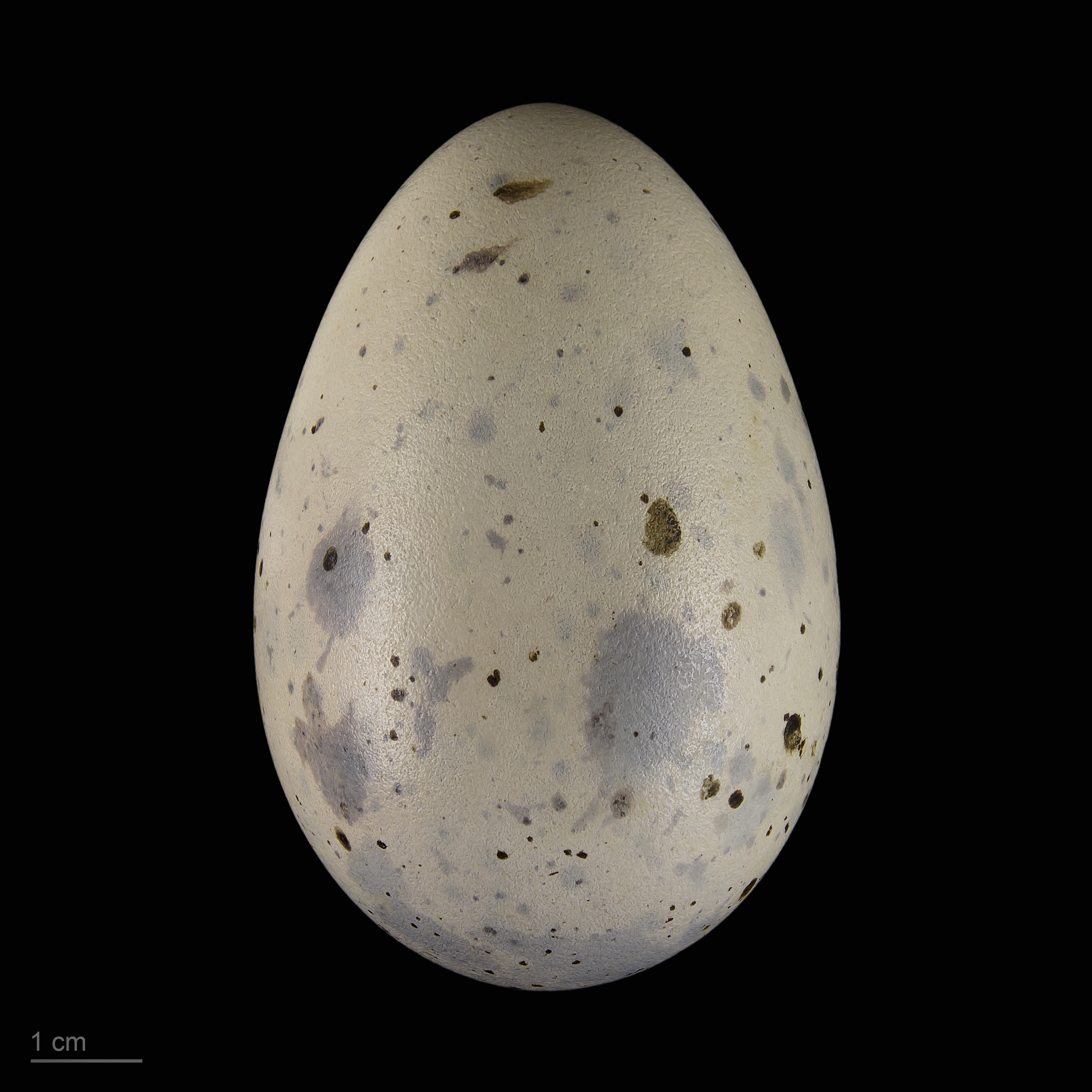
Ichthyaetus audouinii

Nidifica in primavera inoltrata, un mese più tardi del gabbiano reale, su piccole isole lungo le coste rocciose. Le uova, 2 o 3, sono deposte in un nido costruito durante il corteggiamento e caratterizzato da uno scavo nel terreno rivestito da materiale di origine vegetale, si schiudono dopo quasi un mese dalla deposizione, con il maschio che aiuta nella cova la femmina.

### Relazioni con l'uomo
Non ama gli ambienti antropizzati, a differenza di molti altri gabbiani.

## Conservazione
La IUCN red list classifica il gabbiano corso come specie prossima alla minaccia (Near Threatened).
La maggior parte di siti di nidificazione in Italia è protetto ai sensi della legge n. 394/91 sulle aree protette, ovvero è considerata Zona di Protezione Speciale (ZPS) ai sensi della Direttiva 79/409/CEE, nota come Direttiva Uccelli. In particolare la totalità dei siti toscani ricade all'interno del parco nazionale dell'Arcipelago Toscano, mentre la maggior parte di quelli sardi ricade nel territorio del parco nazionale Arcipelago di La Maddalena, del parco nazionale del Golfo di Orosei e del Gennargentu e del parco nazionale dell'Asinara; mancano misure di protezione specifiche per i siti ubicati nella Sardegna meridionale (Carloforte, Teulada, Pula, Villasimius); altri siti di nidificazione si trovano in Campania all'interno del parco nazionale del Cilento e dell'area marina protetta Santa Maria di Castellabate e in Puglia nel parco naturale regionale Isola di S. Andrea e litorale di Punta Pizzo. Nel 2024, inoltre, la Regione Puglia ha istituito la ZPS "Isole Pedagne minori" per tutelare il Gabbiano corso, come stabilito dalla delibera n. 1771/2024.